# Ariceștii Zeletin
Ariceștii Zeletin est une commune roumaine du județ de Prahova, dans la région historique de Valachie et dans la région de développement du Sud.

## Géographie
La commune d'Ariceștii Zeletin est située dans le nord-est du județ, dans les collines du piémont des Carpates, à 10 km au nord-est de Vălenii de Munte et à 42 km au nord-est de Ploiești, le chef-lieu du județ.
La municipalité est composée des deux villages suivants (population en 1992) :
- Albinari (105) ;
- Ariceștii Zeletin (1 461), siège de la commune.

## Politique
| Période                                  | Période  | Identité           | Étiquette | Qualité |
| ---------------------------------------- | -------- | ------------------ | --------- | ------- |
| Les données manquantes sont à compléter. |          |                    |           |         |
| 2008                                     | 2016     | Florin-Daniel Roșu | PNL       |         |
| 2016                                     | En cours | Alexandru Cristea  | PSD       |         |

| Parti | Parti                           | Sièges |
| ----- | ------------------------------- | ------ |
|       | Parti social-démocrate (PSD)    | 2      |
|       | Parti national libéral (PNL)    | 6      |
|       | Parti Mouvement populaire (PMP) | 1      |

## Religions
En 2002, la composition religieuse de la commune était la suivante :
- Chrétiens orthodoxes, 95,99 % ;
- Pentecôtistes, 3,85 %.

## Démographie
En 2002, la commune comptait 1 396 Roumains (99,78 %). On comptait à cette date 698 ménages.
| 1992  | 2002  | 2007  |
| ----- | ----- | ----- |
| 1 466 | 1 399 | 1 361 |

## Économie
L'économie de la commune repose sur l'agriculture et l'élevage. On extrait du pétrole sur le territoire communal.

## Communications

### Routes
La route régionale DJ219 se dirige vers Predeal-Sărari et Vălenii de Munte à l'ouest tandis que la DJ221 mène vers Cărbunești à l'est et Surani au sud.